# Kút utca
A brassói Kút utca (románul: Bulevardul 15 Noiembrie, németül: Brunnengasse) egyike Bolonya városnegyed két fő sugárútjának (a másik a Vasút utca – Bulevardul Iuliu Maniu, Bahnhofstrasse). Főként kétszintes, 19. századi lakóházak szegélyezik; sokuk magyar szecessziós stílusú, mivel Bolonyát a 20. századig túlnyomóan magyarok lakták.

## Elnevezése
1519-ben Dy schwarcze gasz yn der Blumanaw (a Fekete utca folytatása Bolonya felé) néven jegyzik. A Kút utca nevet az utcában található kutaknak köszönhette; legelőször 1595-ben utalnak így rá (Brongas és Beim Brunnen). 1764-ben neve Blumen Auer Brunnen Gasse, 1887-ben Brunnengasse. Tatrosy György 17. századi krónikaíró „Balogh utcának” nevezte, mivel a Balogh (Bolok, Bollog) család számos tagja lakott itt.
A román hatalomátvétel után, 1926-tól hivatalos neve Calea Victoriei (Győzelem útja), 1947-től Bulevardul V. I. Lenin, majd 1991-től Bulevardul 15 Noiembrie. Ez utóbbi név az 1987. november 15-i brassói felkelésre utal.

## Története
Bolonya középső része – a Kút utca és a Vasút utca területe – volt a városrész legkésőbb beépült helye. E két utca közül a Vasút utca volt a fő sugárút, a Székelyföld és Moldva felé tartó forgalmas kereskedelmi útvonal kezdete; az ezzel párhuzamos Kút utca csak a 16. században kezdett kialakulni (korábban legelők, mezők voltak itt), és egészen a 19. századig zsákutca volt, mely a jelenlegi Egres utcánál (Agrișelor, Egrischgasse) ért véget. A késői beépítésnek köszönhetően itt nagyobbak, szellősebbek a telkek, szemben a középkorban benépesült Mártonhegy és Csigadomb kis, zsúfolt parcelláival.
A 19. század második felében Brassó iparvárossá fejlődött, a gyárak legtöbbjét pedig Bolonyában és az azon túli területeken létesítették. A Kút utcában kapott helyet a Schiel gépgyár (később Hidromecanica). 1892-től az utca mentén haladt a Bertalan–Hosszúfalu-vasútvonal, melyet 1960-ban számoltak fel. 1987-ben a Kút utca északkeleti részén számos házat elbontottak, hogy tömbházakat, parkot és egy „közigazgatási központot” (centru civic) létesítsenek. A rombolásnak számos régi, értékes ház áldozatul esett, például Folosea iparos 1930-ban épített neobizánci palotája.

## Leírása
Délnyugat-északkelet irányban húzódó 1,5 kilométer hosszú, autók számára három (egyes helyeken négy-hat) sávos, egyirányú út. A Fekete utca és a Rezső körút folytatásaként indul a városközpont közeléből, északkeleti határa pedig a Bukaresti út–Toamnei–Zizinului kereszteződés. A Kút utca kezdeti (központ felőli) része ma is őrzi a 19. századi Bolonya arculatát, és több magyar szecessziós stílusú épület látható.

### Északnyugati házsor
- 15. 18. századi lakóház, az utca egyetlen műemlékként nyilvántartott épülete.[9]
- 19. Szecessziós ház, a bejárat felett magyar felirattal.[10]
- 23. A „kakasos ház”, földszintes szecessziós épület.[11]
- 29. Szent György ortodox templom, 1909-ben építette saját lakóházaként Karácson Endre magyar királyi főmérnök. 1934-ben ortodox templomnak nevezték ki.[12]
- 33. Több, mint egy évszázadon keresztül gyógyszertár működött itt (a 20. század első felében Eichhorn, tulajdonosa neve után),[13] egészen 2016-ig, mikor is kávézó költözött az üzlethelyiségbe.[14] A részleges hőszigetelés és egyes díszítőelemek (torony, tetőidom) elbontása építészetileg tönkretette az épületet.
- 45. Törvényszék, eredetileg a magyar csendőrség épületeként emelték 1895-ben. Mivel Brassó a Monarchia határvárosa volt, számos katonai épület kapott helyet a városban (a Kút utca környékén még volt egy laktanya és egy katonai kórház).[15] 1964-ben költözött ide a Törvényszék, mely korábban az Igazságügyi palotában volt.[16]
- Közigazgatási központ, park, kereszteződés a Vasút utcával.
- 67. Mennybemenetel ortodox fatemplom, az 1990-es években építették.[17]

### Délkeleti házsor
- 30. A 20. században itt volt az ismert Vári-cukrászda, amelyet még Ștefan Baciu is megemlített írásaiban.[10]
- 46. Karácson Endre által tervezett, 1909-ben emelt igen szép szecessziós díszítésű épület.[11][12]
- 48. Scherg-ház, a Gábory-fivérek által tervezett díszes, szecessziós épület, melyet 1911-ben eredetileg a Wilhelm Scherg posztógyár alkalmazottai számára emeltek (sokan helytelenül Gábony főerdész nevéhez kötik, összetévesztve a Gábory névvel).[12] Domborművének felirata Arhitectura Mater Artium.[10]
- Az úgynevezett Patria-tér sarkán katonai laktanyaépület áll, melyet jelenleg a román hegyivadász alakulat Sarmizegetuza dandárja használ. L alakú kétszintes épület, 1892-ben épült mint Magyar Királyi Honvédlaktanya.[18]
- 52. Szecessziós díszítésű épület, 1907.[11]
- 78. 1910–1912 között itt épült fel a Schiel gépgyár új épülete az 1880-ban alapított cég számára. A kommunista államosítás után Strungul majd Hidromecanica lett a neve.[6] 2015-ben csődbe ment; az épületet lebontották és 2020-ban itt nyílt meg az AFI pláza.[19]
- 96–102. Primăverii, 1958–1961 között épült tömbháznegyed és élelmiszer-üzletek (a köznyelvben La Trei Alimentare).[20]

## Képek

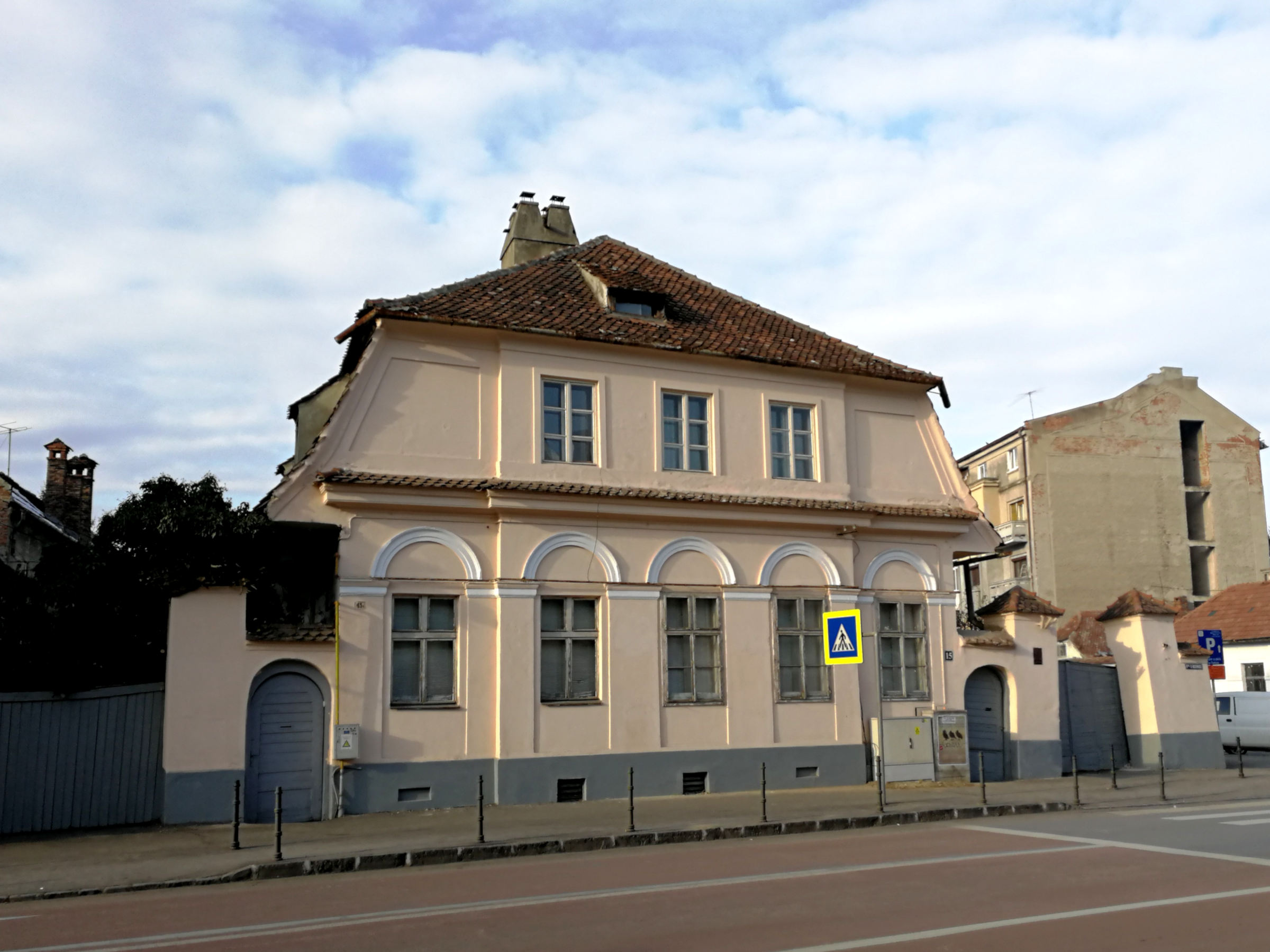
A 15. szám alatti műemlék ház
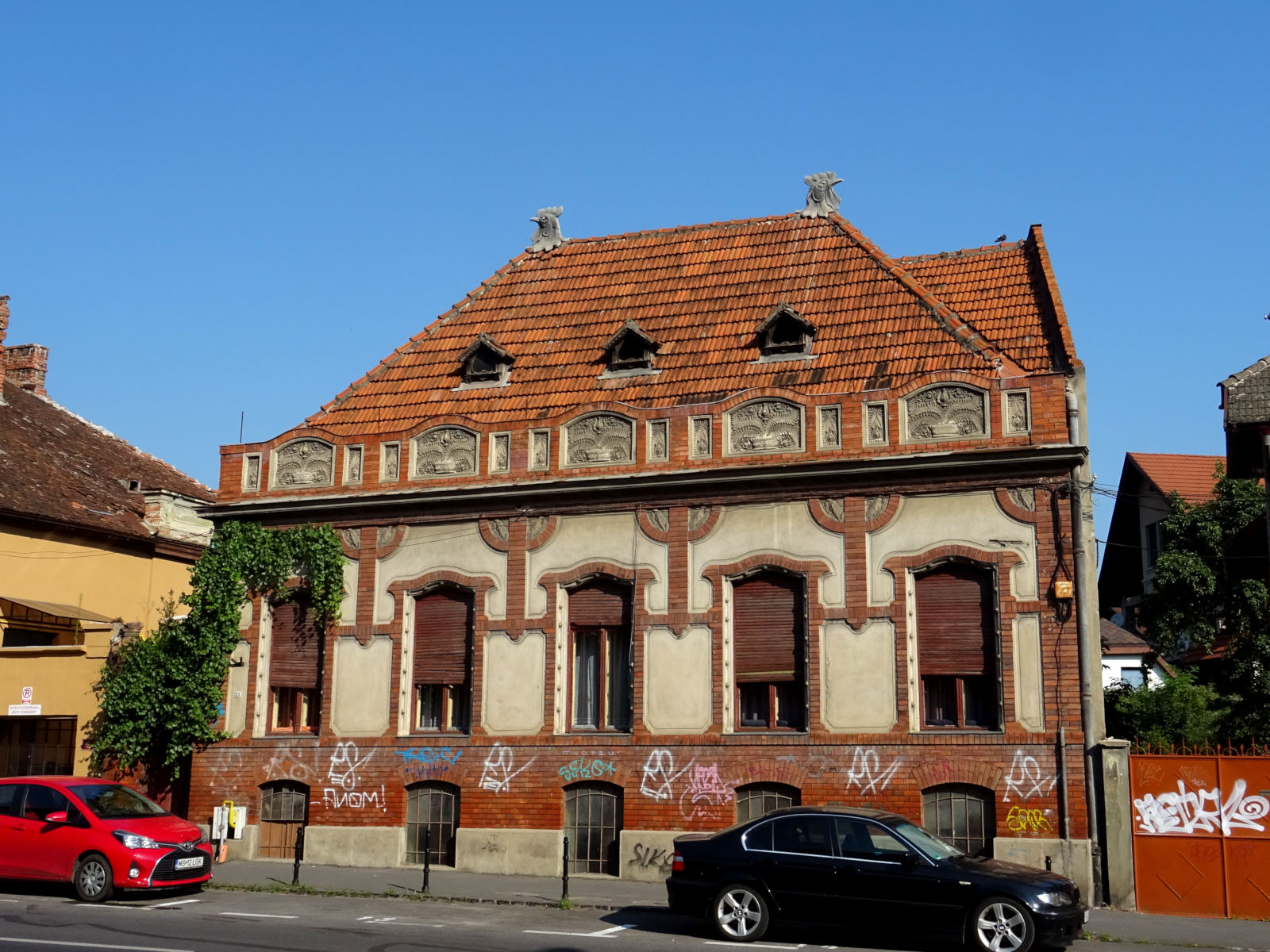
A „kakasos ház”
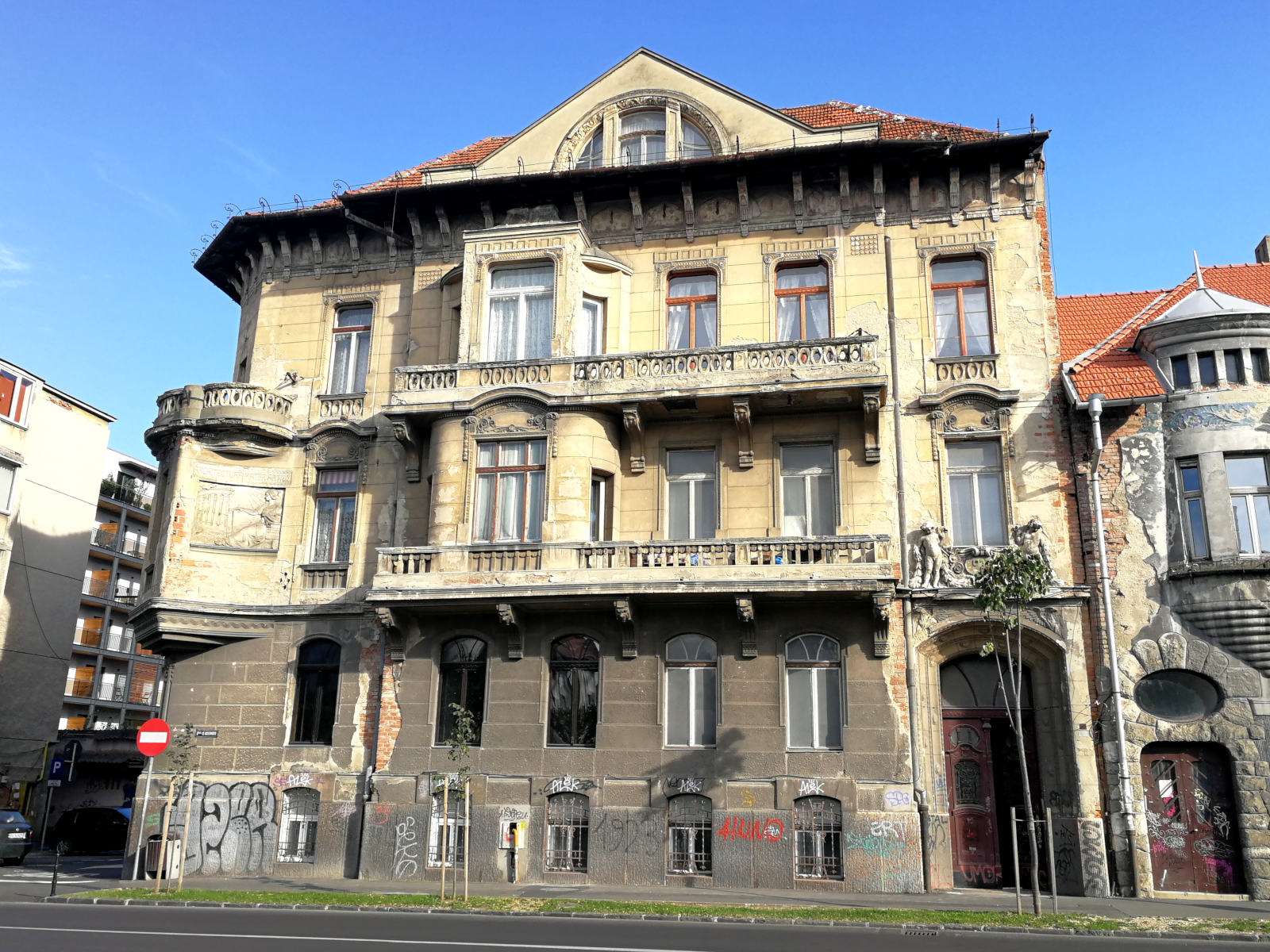
A Scherg-ház
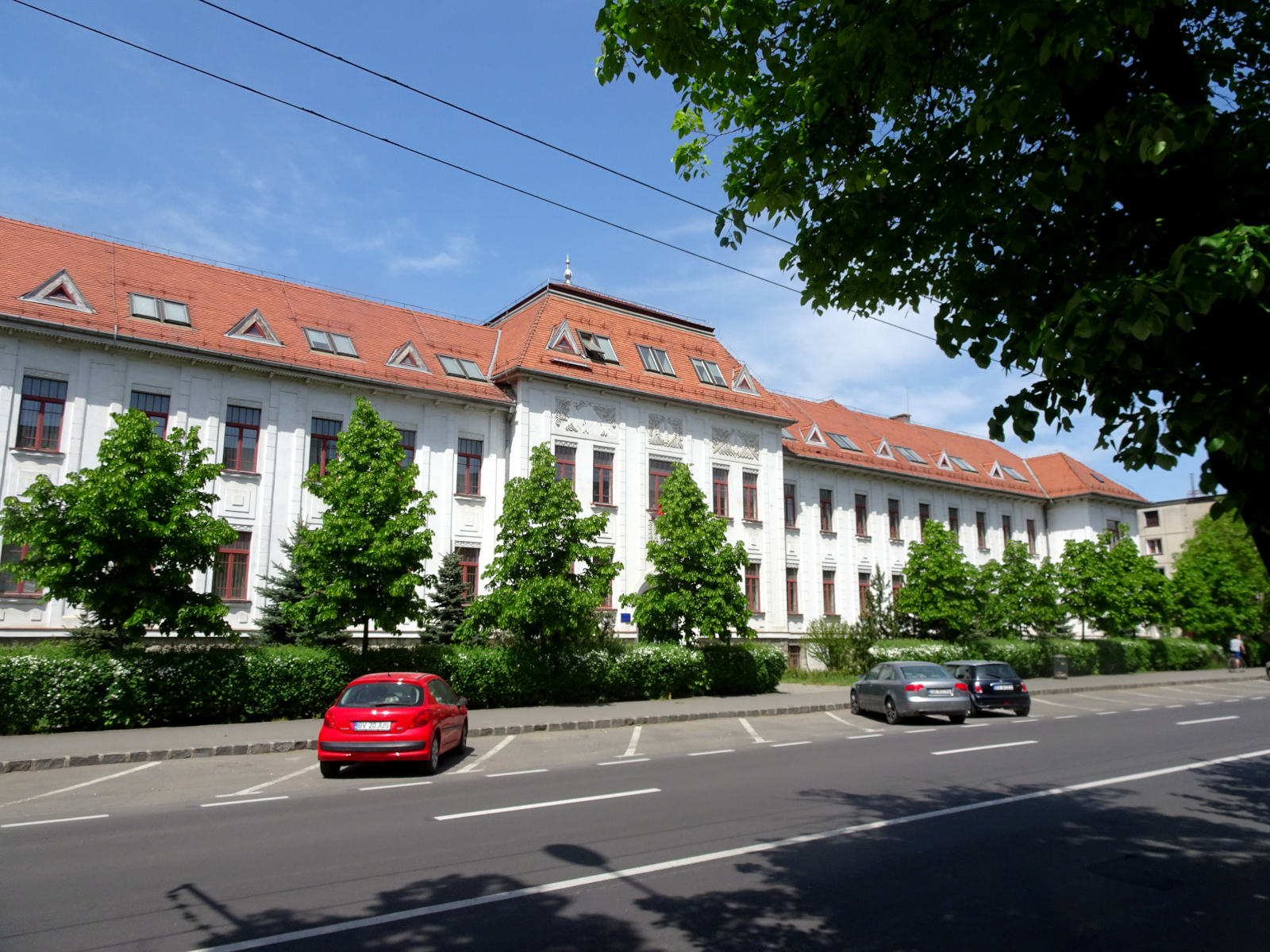
A törvényszék (régen csendőrség) épülete
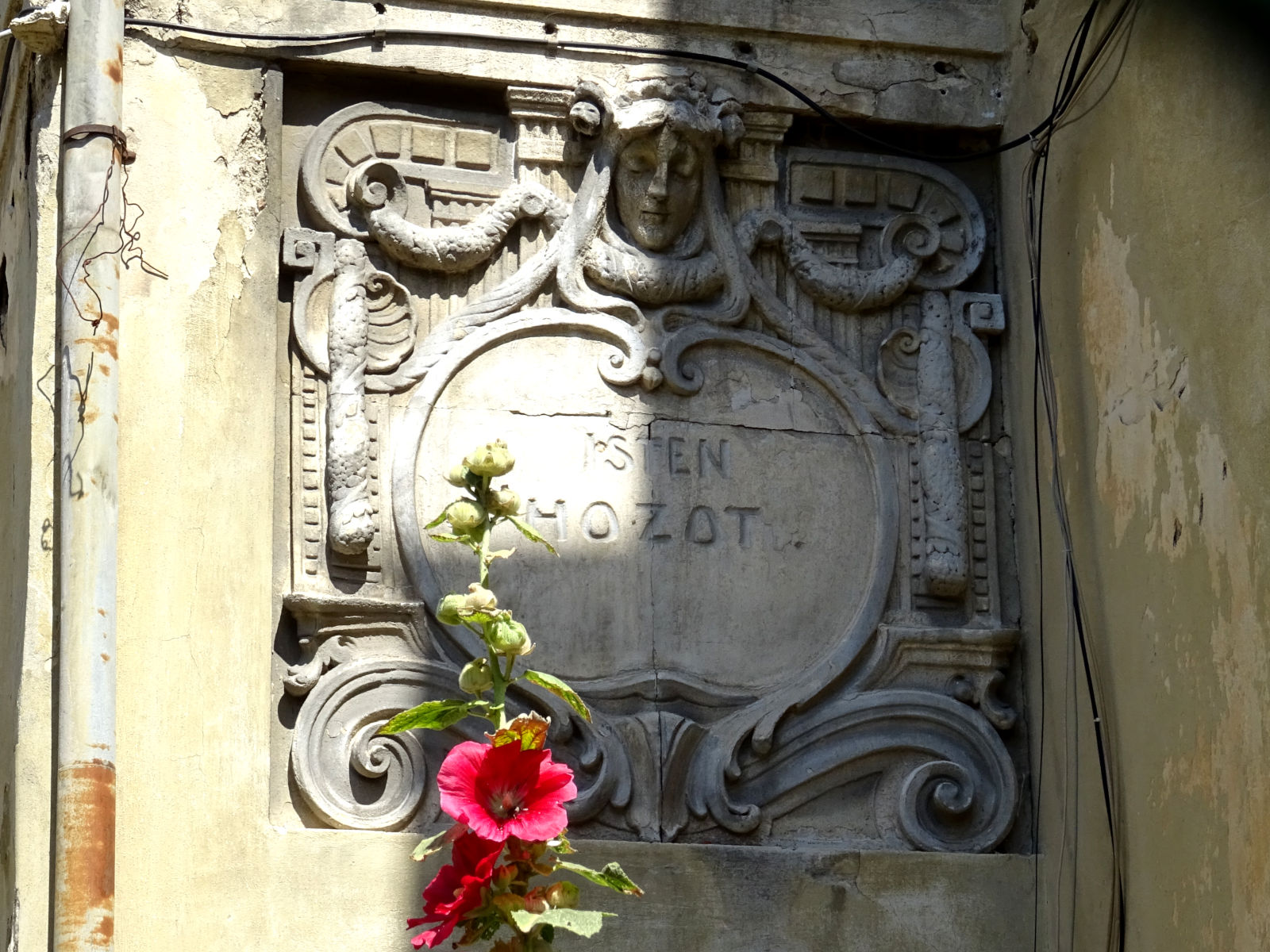
Magyar felirat: Isten hozott